# El Barcarès

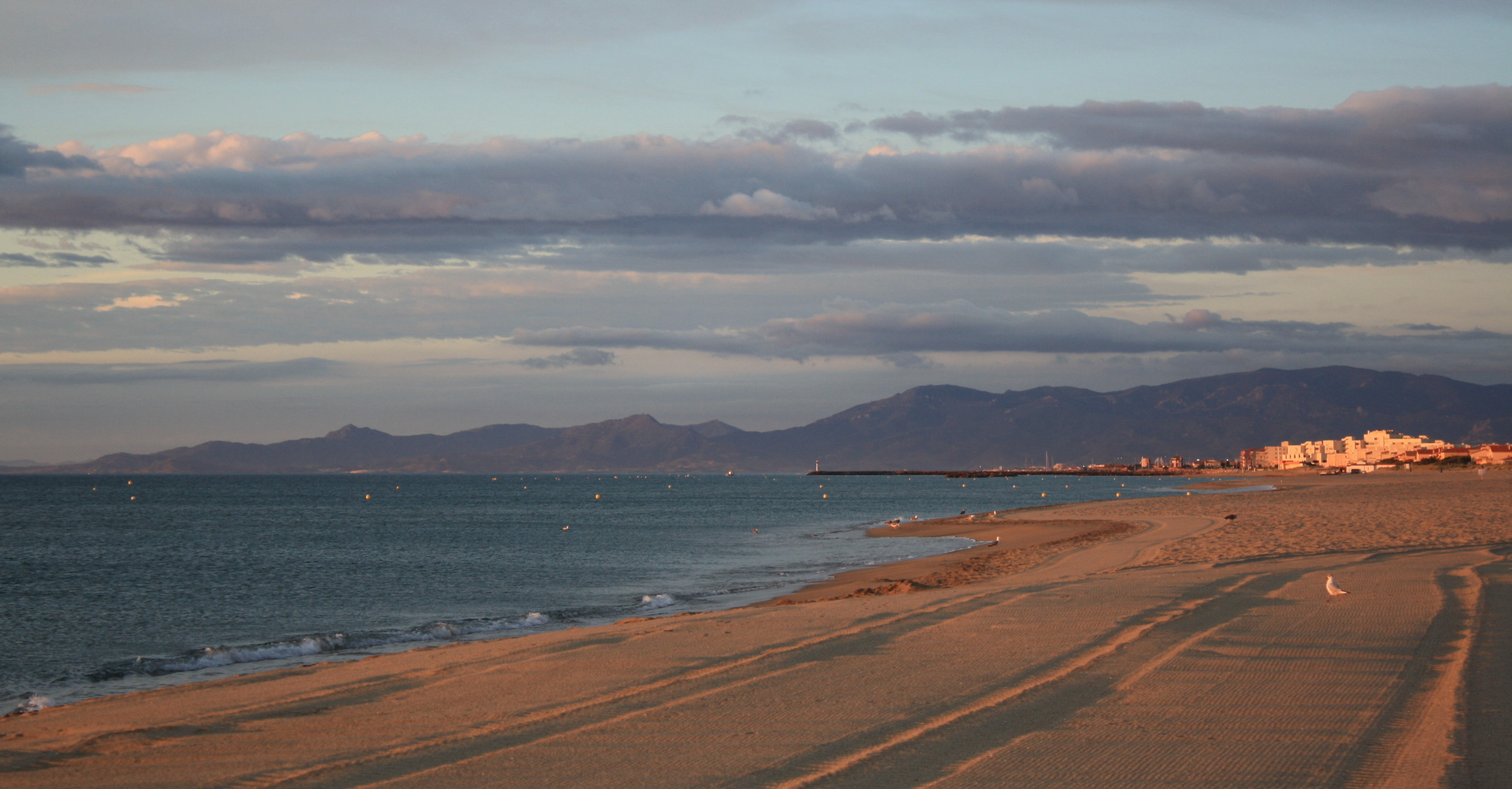
El Barcarès, des de l'extrem nord del terme

El Barcarès (([əlbəɾkə'rεs], en francès Le Barcarès), antigament Port de Sant Llorenç, és un poble de 4.037 habitants el 2013, cap de la comuna del mateix nom, de la comarca del Rosselló, a la Catalunya del Nord.
Està situat al nord de la vall de l'Aglí, al nord-est de Perpinyà, al nord de Torrelles de la Salanca, a la zona nord-oriental de la comarca, ran de la Mar Mediterrània i al nord de l'Aglí. Ès a la subcomarca de la Salanca, antigament zona d'aiguamolls, d'on ve el nom de Salanca, a la plana existent al nord del riu esmentat.

## Etimologia
Segons Joan Coromines, el nom del Barcarès és un derivat de barca, ja que el lloc on s'ha desenvolupat aquesta població era un poblat de cabanes de pescadors, amb abundor de barques de pesca. El 1481 el lloc és esmentat com a platja de Sanct Lorens, el 1750 com a Barques, i el 1866 ja com a el Barcarès. En occità, llengua que versentblantment s'hi parlava al segle xix o XVIII, un barcarés vol dir flota (conjunt de barques o vaixells) i port.

## Geografia

Situació de la comuna del Barcarès en el Rosselló

### Localització i característiques generals del terme
El terme comunal del Barcarès, de 116.500 hectàrees d'extensió, està situat a l'extrem nord-est del Rosselló, en una estreta franja costanera entre la mar Mediterrània i l'Estany de Salses, al nord de l'Aglí. El Barcarès fou el barri pescador de Sant Llorenç de la Salanca, del terme del qual se segregà el 1929. El seu límit nord és ja amb terres occitanes, concretament del terme llenguadocià de Leucata. El seu terme s'estén al llarg de la costa, al sud-oest de l'estany.
Ha estat un poble de fort desenvolupament turístic, tot i que al sud del terme, al tros de terme situat en terra ferma, fora de la llenca sorrenca de la meitat nord, conserva una certa activitat tradicional agrícola.
A part de l'estany de Salses, el Barcarès en toca d'altres, la major part subsidiaris del principal de Salses: els estanys de l'Angle, de l'Estanyot i de la Ramada. El Grau de Sant Àngel, al nord del poble, és un dels dos punts de connexió de l'estany de Salses amb el mar.
El límit meridional de la comuna és l'Aglí; l'oriental, la mar Mediterrània; el septentrional, límit nord dels Països Catalans, traçat en forma de línia recta, i l'occidental, que també és del tot lineal, són arbitraris, traçats, a més, en bona part damunt de l'aigua de l'Estany de Salses.
Termes municipals limítrofs:
| Salses Sant Hipòlit de la Salanca | Estany de Leucata       |                     |
| Sant Llorenç de la Salanca        |                         | La mar Mediterrània |
|                                   | Torrelles de la Salanca |                     |

### El poble del Barcarès

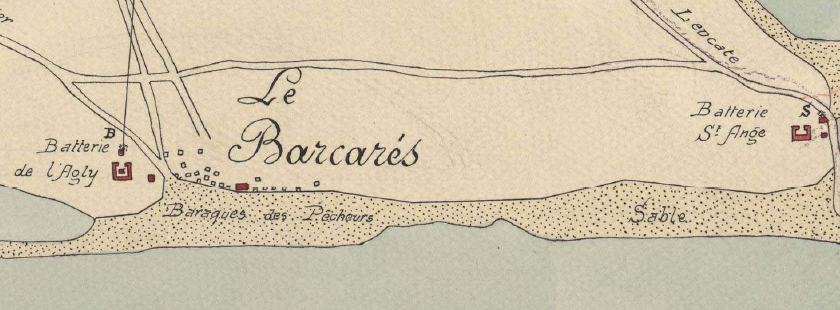
El Barcarès en el Cadastre napoleònic del 1812 (Arxius Departamentals dels Pirineus Orientals)

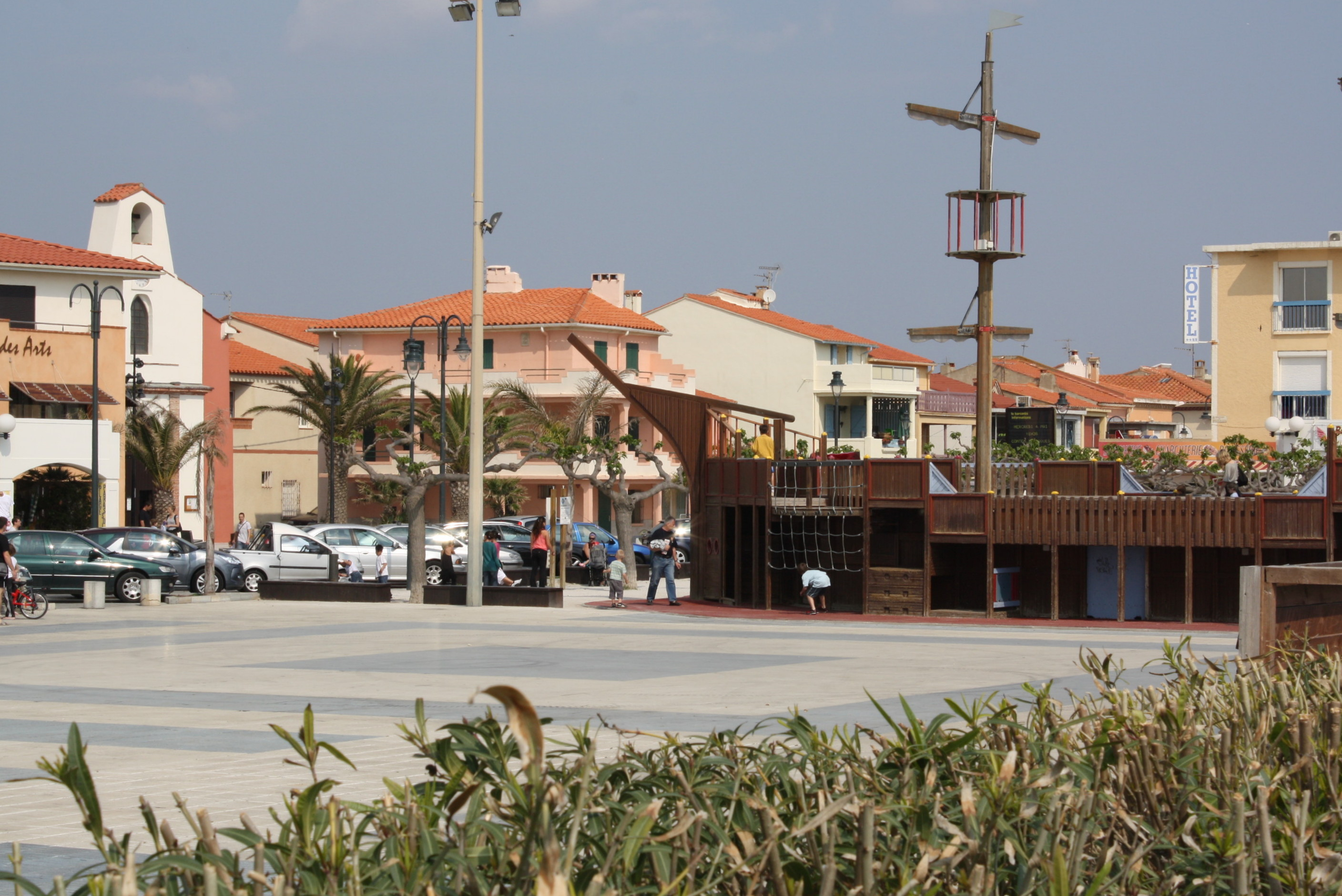
La plaça major del Barcarès

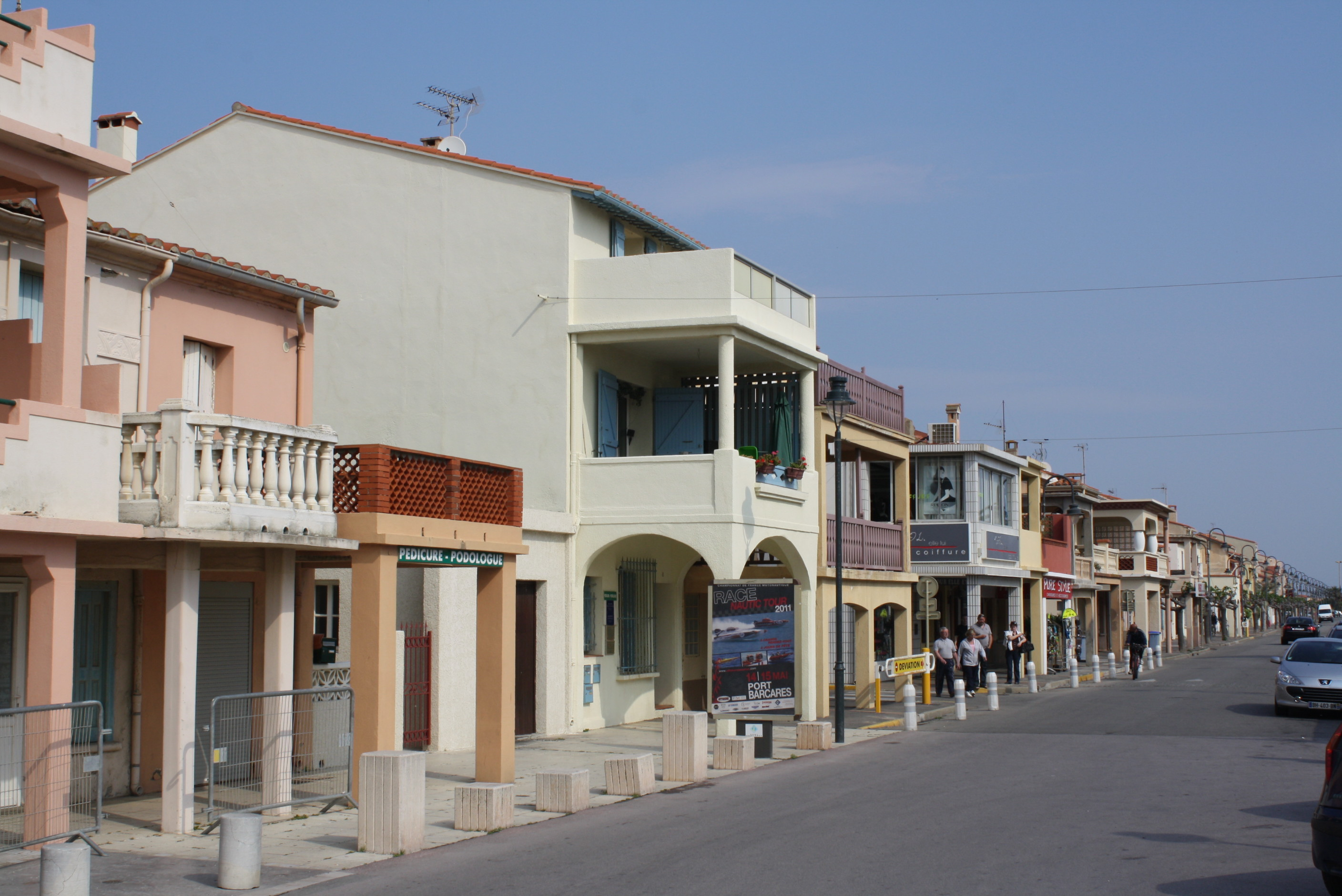
Cases del poble

L'antic nucli de pescadors format al voltant de l'església parroquial de Santa Maria és a 2 metres d'altitud, ran de la platja de la Salanca, a tocar -al sud- del Grau del Sant Àngel i també al sud de l'estany de Salses. De l'antiga activitat pesquera i l'hàbitat que feien servir els pescadors del Barcarès queda, com a element museístic, la Cabana de pescador. El poble actual és un conjunt de cases noves, en el centre de les quals es troba la plaça major, amb l'església parroquial de Santa Maria del Barcarès.
Al voltant del nucli vell sorgiren alguns barris com ara el d'Arenes.

### Les urbanitzacions
El creixement del Barcarès, experimentat els darrers anys del segle XX i primers del XXI, ha estat en bona a través d'urbanitzacions bàsicament turístiques, com ara les de Nautica, la Codolera, les Barcarelles, les Illes, el Dos, la Presqu'île i les Mouettes. Hi ha fins a cinc vilatges de vacances i una colònia de vacances.

### Port Barcarès

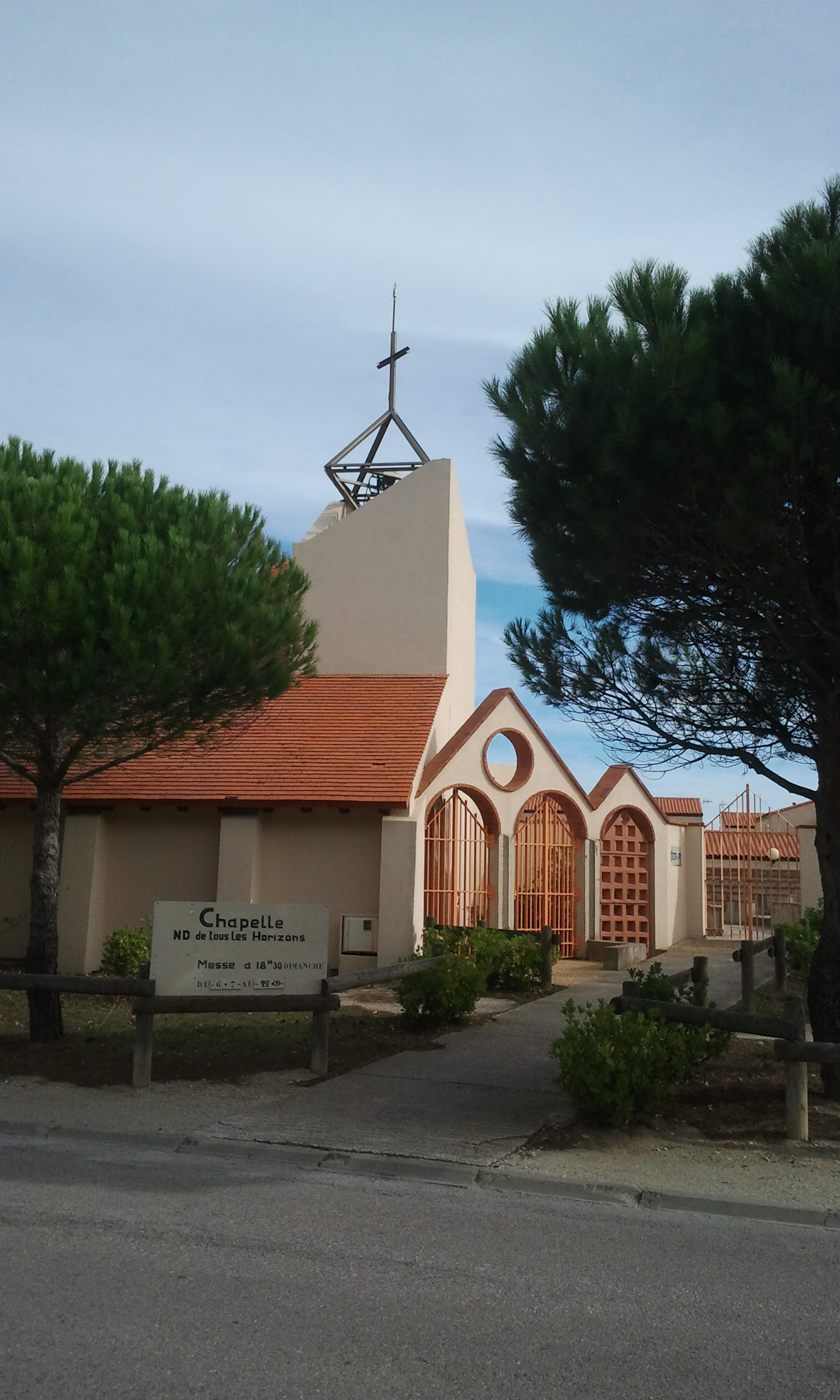
La capella de Nostra Senyora de Tots els Horitzons

Allargassat davant d'una extensa platja, al nord del poble del Barcarès, s'ha desenvolupat el nucli turístic de Port Barcarès, amb alguns nuclis turístics satèl·lits, com el Lido, el Lydia, les Portes del Rosselló, els Miramars, les Argaunautes, les Brigandins, les Capitelles, la Grand Large, le Grand Pavois, la Sardana i les Marines.
En aquesta zona hi ha la capella de Nostra Senyora de Tots els Horitzons,

### Els masos del terme
En el terme del Barcarès, sobretot a la zona menys sorrenca del sud de la comuna, hi havia diversos masos dedicats a l'activitat agrícola. Actualment romanen els següents: el Mas d'en Guiter, més tard anomenat Mas de la Grel·la i actualment Mas de la Gresa, convertit en centre eqüestre, i el Mas Badia o Bertran, actualment denominat Mas de l'Illa. Entre els ja desapareguts hi ha el Mas d'en Jacó.

### Les antigues barraques desaparegudes del Barcarès
L'activitat pesquera, com a poblat depenent de Sant Llorenç de la Salanca, havia generat a la costa del Barcarès diversos grups de barraques, de les quals només queda com a mostra la Cabana de pescador. Entre els grups desapareguts es podien comptar les Barraques de Codolera, les de la Punta de Codolera, les del Barcarès, les del Marroc, les de l'Estret i les de Maratxel·la.
Actualment a la platja del Lido hi ha un poblat de cabanes o barraques, construït amb finalitats turístiques, que recorden aquelles antigues barraques.

### Aigua corrent i estancada
L'extrem meridional del terme està delimitat pel curs de la desembocadura de l'Aglí. És aquest, de fet, l'únic curs d'aigua que mereix el nom de riu: l'altre existents és un canal de drenatge i irrigació: l'Agulla de les Rotes.
Fora d'això, de l'antiga zona d'aiguamolls que ocupava bona part del territori, romanen alguns estanys i estanyols: el gran Estany de Salses, també anomenat Estany de Leucata i antigament Estany de Sant Llorenç, Dins d'Illes, estany subsidiari de l'anterior, i l'Estany de l'Angle. N'hi havia hagut més, tots ells actualment desapareguts pel desenvolupament turístic de la zoba: l'Estany de la Ramada, el de Codolera, el de l'Estaca i l'Estanyot.
De cara a mar hi ha el Grau del Sant Àngel, o de Sant Llorenç, que connecta l'Estany de Salses amb el mar, a més del desaparegut Grau Nou. També s'hi troba el Port del Sant Àngel.

### Edificis i indrets relacionats amb fets militars

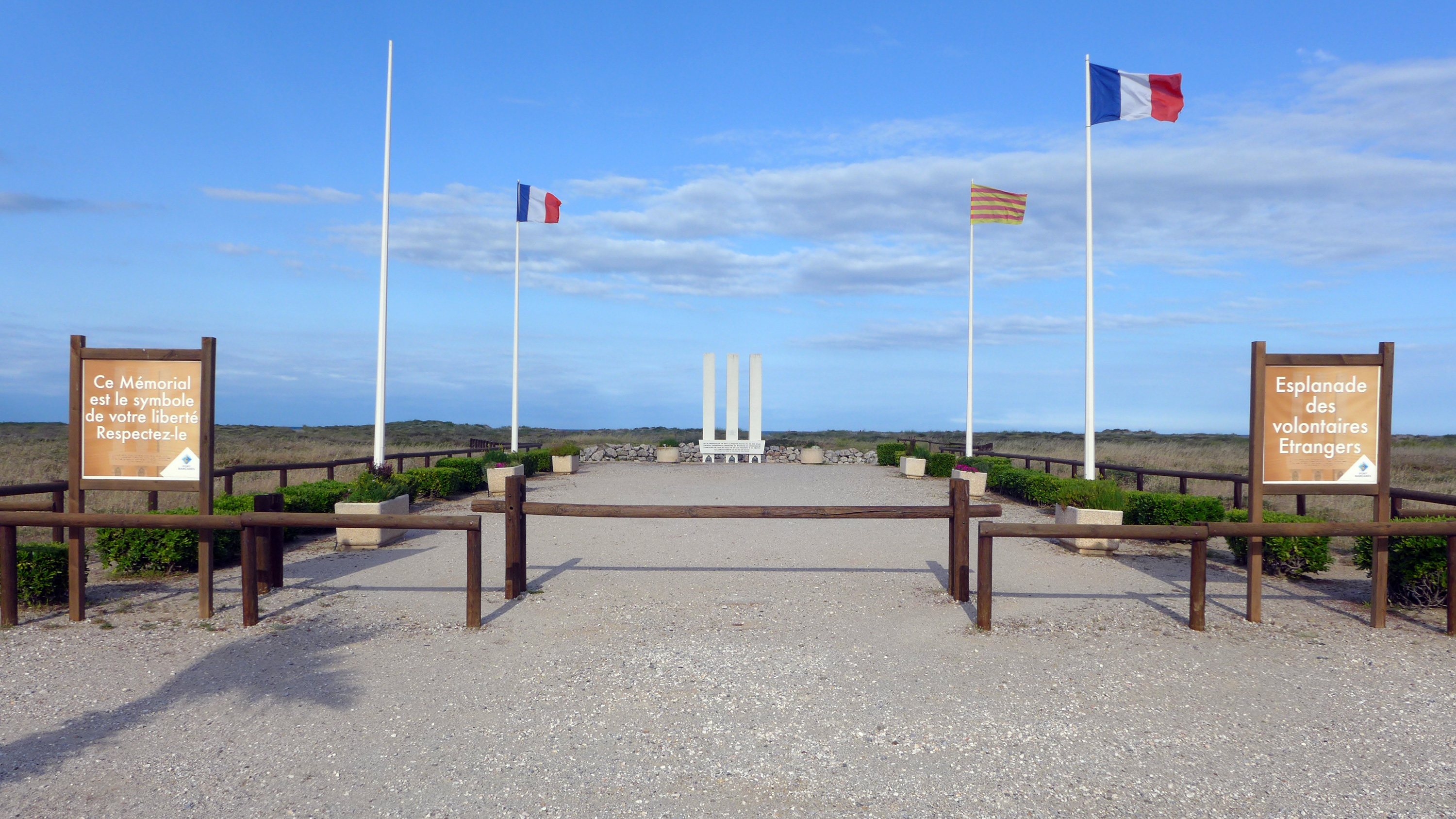
El Memorial als Voluntaris Estrangers

Pel fet de ser lloc costaner i de cert valor estratègic, el Barcarès té diversos indrets relacionats amb fets bèl·lics o les seves conseqüències. D'una banda, el ja desaparegut Camp de concentració del Barcarès, de l'altra una sèrie de forts militars, també actualment desapareguts, com el Fort de l'Aglí, o Bateria del Fort de l'Aglí, el del Sant Àngel, o Bateria del Fort del Sant Àngel, i la Vigia del Sant Àngel, que apareixen en el Cadastre napoleònic del 1812.
En el primer cas, perdura en el lloc un Monument als Voluntaris Estrangers, atès que l'antic camp de concentració va servir més tard per a la formació militar dels voluntaris integrats en l'exèrcit de la França Lliure.

### El terme comunal

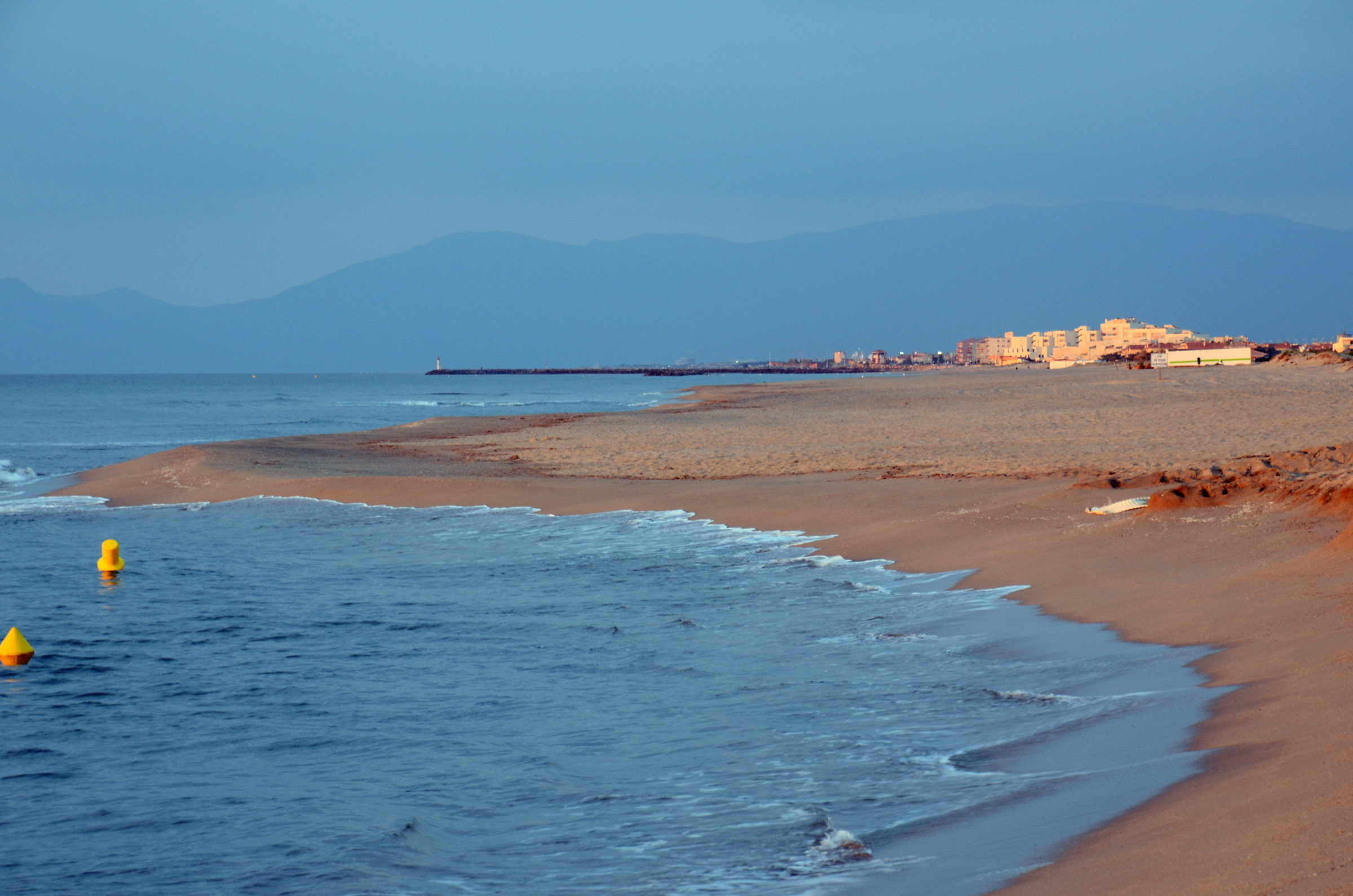
La platja del Barcarès

Els llocs del Barcarès que disposen de nom propi estan sobretot relacionats amb la vida marítima que tradicionalment havia ocupat el terme. Moltes de les partides reben noms d'aquell origen: l'Aglí Vella, o la Ribera Vella, l'Agulleta, les Arenes, els Bonítols, els Bonítols del Marenda, les Bosigues, el Cap de Front, la Codolera, el Costat de la Codolera, el Dos Gros, els Dossos Petits, l'Estaca, l'Estret, el Gassot, o els Clots, l'Hortó, l'Illa, l'Illa de Vic, Maratxel·la, la Marenda, o el Marenda, Mas de la Gresa, Mas de l'Illa, la Mata del Cap de Front, o dels Tamarius, el Parc dels Dossos, el Pas o Gual de Codolera, la Pineta, o Pineda, la Platja, la Punta de la Codolera, la Punta de la Porrissera, o de la Porrillera, la Ramada, o Estany de la Ramada, les Rotes, les Salines d'en Duran, els Senills, la Torre i la Torreta o Estany de la Torreta. Hi ha alguns topònims ja desapareguts de l'ús comú, com el Camp d'en Perot, el Fanal, el Marroc, la Mata de l'Agulleta, la Platja dels Pobres, la Platja dels Rics, el Portell, el Racó de l'Estret, o de l'Angall, el Racó d'en Jonquet, les Salines de Codolera, les Salines de Cordes, o Salins de l'Angle, les Salines de França, els Salins de l'Estanyot o el Sec del Bernat. Les urbanitzacions modernes també han creat algun topònim, com l'Espai de Lleure o el Lido de la Costa Vermella.

#### El Cadastre napoleònic
En el Cadastre napoleònic del 1812, el Barcarès apareix dividit en dues seccions, la dels Clots i la de la Torre. La dels Clots és al nord de la comuna, a la llenca de terra entre la mar i l'estany de Salses, mentre que la de la Torre és al sud, on disposa de més extensió de terra ferma. Els Clots té les partides de Dindilles, l'Illa, les Salines de França, l'Angle, o Estany Salí, l'Agulleta, el Grau Nou, Estany de la Torreta, la Codolera, el Costat de la Codolera, el Mas d'en Guiter, amb el Mas de la Grela, els Bonítols, l'Estany de l'Estaca i l'Estanyol. La de la Torre, els Bonítols del Marenda, el Marenda, el Barcarès (que era una sola edificació a prop al nord de la Bateria del Fort de l'Aglí, on hi havia una casa de duaners, les Bossigues, la Bateria del Fort de l'Àngel i la Torre.

## Transports

### Vies antigues de comunicació
Travessava l'actual terme del Barcarès, a ran de mar, la Via Domícia, en el seu tram de Castell Rosselló a Leucata. Aquest camí romà era també conegut al país com la carrera de França. Des de Leucata anava cap al sud pel Barcarès, Clairà i Salses, fent la volta a l'estany per llevant i per migdia. És una zona antigament de maresmes, molt humida, anomenada precisament la Marenda, i coincidia en part amb un camí que venia del sud i travessava l'Aglí al gual anomenat l'Abeurada, actualment en terme de Sant Llorenç de la Salanca.

### Carreteres
Una sola carretera departamental travessa el terme del Barcarès: la D-83, que al nord enllaça amb la D-627 del departament veí, a Port Leucata, i pel sud-oest s'adreça a Sant Hipòlit de la Salanca i Sant Llorenç de la Salanca. Per ella, el Barcarès dista 9 quilòmetres i mig de Port Leucata i uns 8 dels pobles esmentats de la Salanca. El Barcarès és a 23 quilòmetres de Perpinyà.

### Mitjans públics de transport
La línia 13 de la Compagnie de transports Perpignan-Méditérranée és l'única que proporciona servei públic de transport regular que enllaci el Barcarès amb l'exterior. Enllaça el Barcarès amb l'estació del TGV a Perpinyà, passant per Sant Llorenç de la Salanca, Sant Hipòlit de la Salanca i Perpinyà, sense cap més aturada. L'autobús fa aquest trajecte en aproximadament una hora.

### Camins del terme
Els camins del terme del Barcarès encara conservats solen ser camins que menen a indrets del mateix terme, llevat d'alguns que, com el seu nom indica, menen als pobles veïns. Hi destaca la moderna Ruta del Litoral, oberta a causa de l'explotació turistica de tota la zona. Els camins conservats són el Camí d'Anníbal, o Camí de Torrelles a Leucata, el Camí de l'Agulleta, el de la Ramada, el de l'Estaca, el del Mas de la Torre, el de Sant Llorenç -o de Leucata a Sant Llorenç, o de la Mar, el Camí dels Salins, el Camí Ral, o Vell de Leucata, o Ruta del Lidó i la Travessa de l'Hortó. Alguns són ja desapareguts, com el Camí de l'Estanyot, el de l'Hortó i la Travessa de Sant Llorenç a la Mar.

## Història
La història del Barcarès queda confosa fins al 1929 amb la de Sant Llorenç de la Salanca, ja que pertanyia a aquell terme comunal. Per tant, només queda desenvolupat l'apartat dedicat a la història contemporània.

### Història antiga
El fet que el Barcarès estigui situat en una fina línia de terra entre l'Estany de Salses i la mar feu que el pas per aquest lloc tingués una certa importància geoestratègica. Al bell mig d'aquesta línia de terra es troba el lloc conegut com l'Illa, on hi havia hagut el Mas de l'Illa. Aquest lloc és actualment a Port Barcarès, a prop i al nord-oest del Lido. Queda a prop i al sud-est de la Codalera, així com al sud de la gran platja on hi hagué el Camp del Barcarès. El lloc del mas ha estat ocupat per unes edificacions modernes, però l'espai de l'Illa roman sense construir, amb un bosquet pla de pi que cobreix la zona, a ponent de la part edificada de Port Barcarès.
Els vestigis trobats no són fàcils d'interpretar, atès que és un lloc que reuneix tres característiques que fan descontextualitzar molt ràpidament les restes que hi hagi: zona al·luvial, a la vora d'un camí de força trànsit, antigament, i a prop de la mar, susceptible de rebre fàcilment abocaments marins. Les restes trobades en aquest cordó litoral són sobretot fragments d'àmfores itàliques i de l'Alt Imperi, a part de monedes i claus. No han estat trobades restes de cap assentament, en aquest territori.

### Història contemporània
El 1939, en la retirada dels republicans fugitius de la persecució feixista de les tropes franquistes, va existir en terme del Barcarès un camp de refugiats. Aquest camp recollí els refugiats internats en un primer moment als camps d'Argelers i de Sant Cebrià, fins al punt que l'abril del 1939 acollia entre 70.000 i 80.000 refugiats, quan el camp havia estat calculat per a 50.000. Més acollidor que els altres dos camps esmentats, el setembre del mateix 1939 passava a ser camp d'instrucció de tres regiments de voluntaris sortits dels mateixos refugiats i posats a les ordres de l'exèrcit francès, i encara més tard, ja el 1940, fou el lloc on es formaren diverses companyies de treballadors destinats a poblacions de l'anomenada França lliure. El 1942 el camp fou clausurat.

## Activitats econòmiques

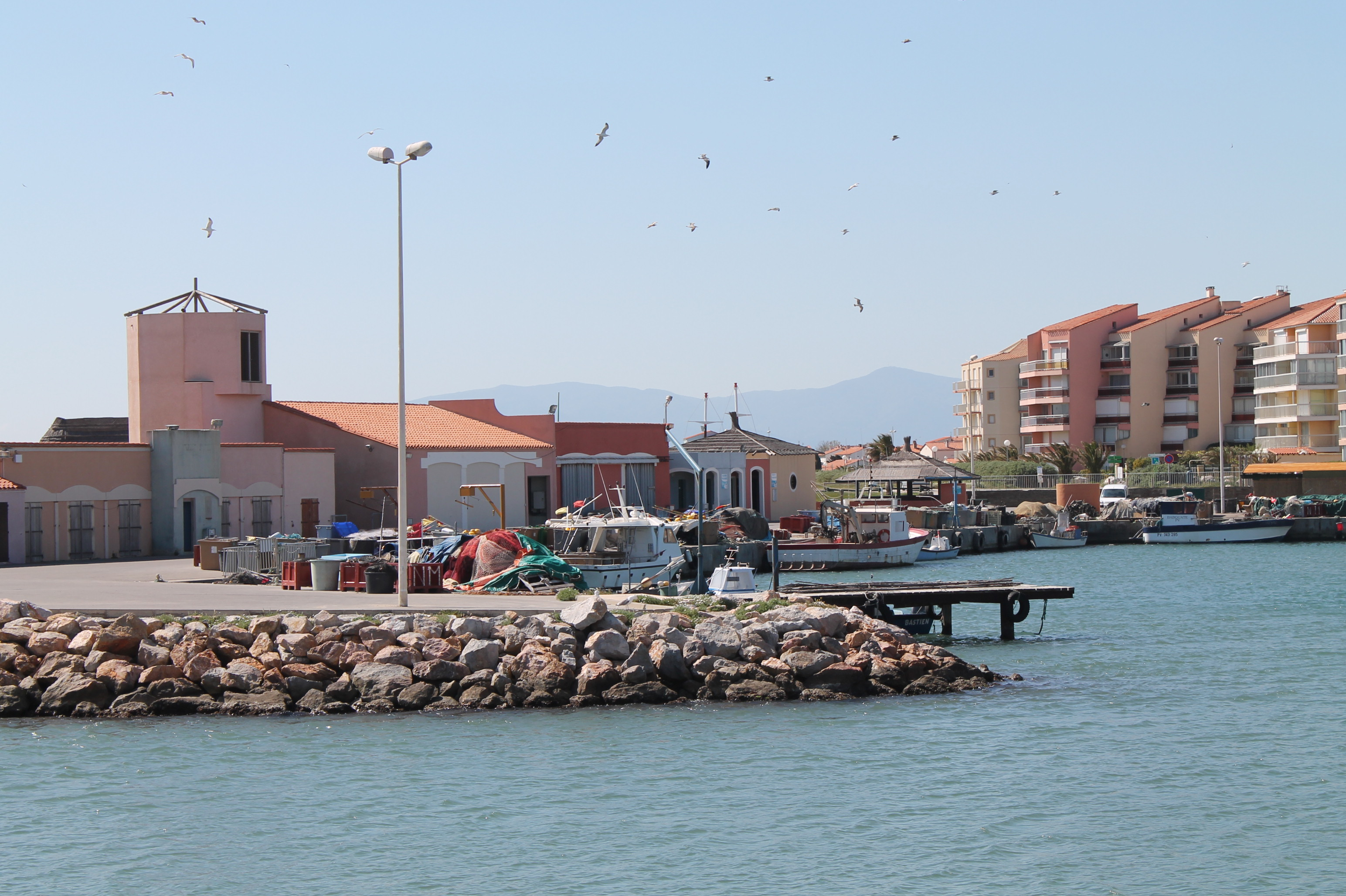
El port de pesca

L'activitat principal del Barcarès ha estat tradicionalment la pesca. La tradicional era d'arrossegament, però darrerament ha evolucionat cap a la pesca de sardina amb mètodes de llanterna amb xarxa giratòria. Hi ha una quarantena de barques a l'encesa per a la pesca de la sardina, i uns quants bous. Les captures pugen fins al miler de tones anuals de peix blau i quantitats molt inferiors de peix blanc. Després de la batzegada de la turistificació de la zona, els pescadors han pogut recuperar indrets per a la cria de mol·luscs i de peixos a la zona del Grau del Sant Àngel.

### El turisme
A principis de la dècada dels seixanta del segle XX s'instal·là al Barcarès una missió interministerial anomenada Racine per a crear una estació pilot dedicada a l'endegament turístic del litoral. Es construïren carreteres i dàrsenes (una per a la pesca i una altra de nàutica), i es desenvolupà un creixement desmesurat, excessiu, que generà forts dèficits econòmics i només va poder ser pal·liat en el moment que la gestió turística passà a mans de l'ajuntament local, que es dedicà a equilibrar el sector turístic amb la creació de vilatges per a turisme social i residències per a grans empreses i col·lectius.
El Barcarés disposa d'un bon munt d'establiments turístics, des de restaurants i hotels a càmpings i vilatges de vacances. Hi destaca el vaixell grec Lydia, avarat a la platja al nord del terme, que acull un casino, un hotel i diversos establiments turístics més. Entre els càmpings es compten les Bosigues, California, la Croix du Sud, l'Embouchure, l'Europe, Floride, l'Oasis, le Pré Catalan, la Presqu'île, les Sables d'Or, le Soleil Bleu, les Tamaris i la Torre.

## Demografia

### Demografia antiga
La població del Barcarès està inclosa fins al 1929 en la de Sant Llorenç de la Salanca

### Demografia contemporània
| 1931 | 1936 | 1946 | 1954 | 1962 | 1968  | 1975  | 1982  | 1990  |
| ---- | ---- | ---- | ---- | ---- | ----- | ----- | ----- | ----- |
| 485  | 508  | 344  | 576  | 775  | 1.197 | 1.347 | 2.208 | 2.422 |

| 1999  | 2006  | 2011  | 2012  | 2013  |
| ----- | ----- | ----- | ----- | ----- |
| 3.514 | 4.033 | 4.108 | 4.080 | 4.037 |

Fonts: Ldh/EHESS/Cassini fins al 1999, després INSEE a partir deL 2004

### Evolució de la població

Evolució de la població

## Administració i política

### Batlles[8]
| Període                                       | Nom              | Opció política    | Comentaris                                                          |
| --------------------------------------------- | ---------------- | ----------------- | ------------------------------------------------------------------- |
| 19 de maig del 1929 – 16 d'octubre del 1941   | Amédée Jean Got  |                   |                                                                     |
| 16 d'octubre del 1941 – 25 de febrer del 1942 | Honoré Baxas     |                   |                                                                     |
| 25 de febrer del 1942 – 1 de gener del 1945   | Joseph Llung     |                   |                                                                     |
| 1 de gener del 1945 – 1 d'abril del 1945      | Sylvain Lasserre |                   |                                                                     |
| 1 d'abril del 1945 – 18 de maig del 1945      | Joseph Llung     |                   |                                                                     |
| 18 de maig del 1945 – Agost del 1949          | Aimé Henric      |                   |                                                                     |
| Agost del 1949 – Maig del 1953                | Joseph Canal     |                   |                                                                     |
| Maig del 1953 – Març del 1983                 | Albert Got       |                   |                                                                     |
| Març del 1983 – Març del 1989                 | Yvon Blanc       |                   |                                                                     |
| Març del 1989 – Juny del 1995                 | Claude Got       |                   |                                                                     |
| Juny del 1995 – Març del 1999                 | Alain Ferrand    | UMP               | Professor de gestió, restaurador, concessionari del Casino          |
| Març del 1999 – Juny del 2011                 | Joëlle Ferrand   | UMP, després CNIP | Vicepresident de la Comunitat de l'Aglomeració Perpinyà-Mediterrani |
| Juny del 2011 – Agost del 2011                | Marie Roses      |                   |                                                                     |
| Agost del 2011 – Moment actual                | Alain Ferrand    | UMP               |                                                                     |

A Alain Ferrand se li va prohibir la gestió del casino els anys 90 (del segle XX) pels lligams entre el grup de casinos que gestiomava i grups mafiosos. Ja conseller municipal, fou elegit batlle el 1995, elecció invalidada per una paella oferta als electors, però això no va impedir que fos reelegit el 1996. El febrer del 1999 fou condemnat per abús de béns socials a 3 anys d'inhabilitació, i després a 5 anys per apropiació indeguda d'interessos en un altre afer. El 2001, fou de nou condemnat per frau fiscal a 300.000 francs de multa. La seva muller, present al consell municipal, el va succeir. Reelegida dues vegades, ella també va ser condemnada per apropiació il·legal d'interessos i condemnada a cinc anys d'inhabilitació (pena definitiva després de la negativa dels tribunals al seu recurs de cassació el 29 de juny del 2014). Ella havia fet dragar el port durant la nit, per tal de facilitar el pas del vaixell del germà del primer adjunt · . Alain Ferrand va reprendre aleshores la seva successió. Després d'haver estat exclòs de l'UMP, Alain Ferrand hi fou reintegrat. El matrimoni de batlles va multiplicar els negocis, i la cort regional de comptes va treure a la llum encara despeses festives excessives el 2013 i inversions en el joc ·  i Alain Ferrand és el 2014 investigat per frau électoral.

### Legislatura 2014 - 2020

#### Batlle
- Alain Ferrand. President de l'Oficina de Turisme del Barcarès

#### Adjunts al batlle[13]
- 1r: Marie Roses. Finances, pressupost, estratègia pressupostària i control de gestió, execució del pressupost, comptabilitat i recursos humans
- 2n: Frédéric Aloy. Urbanisme i desenvolupament econòmic
- 3r: Marie Duffaud. Desenvolupament cultural i política d'animació de la vila
- 4t: Pierre Sala. Intercomunalitat i competències transferides, mobilitat entre els barris
- 5è: Pascale Monnerot. Polítiques de solidaritat, de salut i de la gent gran i disminuïts
- 6è: Jean-Marie Pacifico. Prospectiva i estratègia urbana: treballs, planificació i polítiques d'inversions
- 7è: Martine Gisolo. Infància, família i joventut, afers escolars i ocupació
- 8è: Marc Planas. Afers portuaris i nàutica: de plaer, de pesca, activitats nàutiques, gestió dels ports i del tractament de les costes, zones humides, marcats i dragatges.

#### Consellers municipals
- Paule du Mouza. Desenvolupament durable, Agenda 21, identitat catalana i agermanaments
- Fabien David. Proximitat, barris, política a favor dels disminuïts, animació esportiva
- Micheline Martinez. Mercats, animacions comercials i artesanals
- Martial Guerin. Policia municipal, seguretat i tranquil·litat públiques
- Colette Detaux. Comerç i artesanat
- Gisèle Mosca. Comanda pública, gestió dels contractes, afers jurídics, contenciosos, relació amb els síndics de copropietats
- André Galaup. Vida associativa, esports i lleure
- Joseph Garcia. Logística municipal, patrimoni comunal: edificis comunals, via pública, parc automobilístic, espais verds, ecologia urbana
- Colette Leroy. Innovació i digitalització, igualtat dones-homes, lligams intergeneracionals
- Loïc Tomissi. Turisme i economia turística, nàutica i clubs de platja, memòria, món dels combatents i afers militars
- Laura Fabiau. Esdeveniments, festes i manifestacions, consell municipal dels joves
- Camille Ferrand. Comunicació, màrketing territorial i promoció del Barcarès
- Jean-Marc Chavey. Seguretat dels ERP, reglamentació dels espais lúdics i parcs públics, relació amb el SDIS
- Yvan Naya. Conseller de l'oposició
- Sabine Muller. Conseller de l'oposició
- Daniel Philippot. Conseller de l'oposició.

### Adscripció cantonal

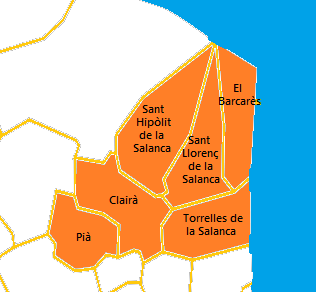
Mapa del Cantó de la Costa Salanquesa

Amb motiu de les eleccions departamentals del 2015, el Barcarès ha estat inclòs en la nova agrupació de La Costa Salanquesa, cantó número 4, formada pel Barcarès, Clairà, Pià, Sant Hipòlit de la Salanca, Sant Llorenç de la Salanca i Torrelles de la Salanca. Els consellers departamentals triats en aquesta elecció per aquest cantó han estat Madeleine Garcia-Vidal, del DVG (Divers de gauche), batllessa de Sant Hipòlit de la Salanca des del 1983, i Joseph Puig, de Centre, batlle de Clairà i President de la Comunitat de comunes Salanca - Mediterrani.

## Educació i cultura

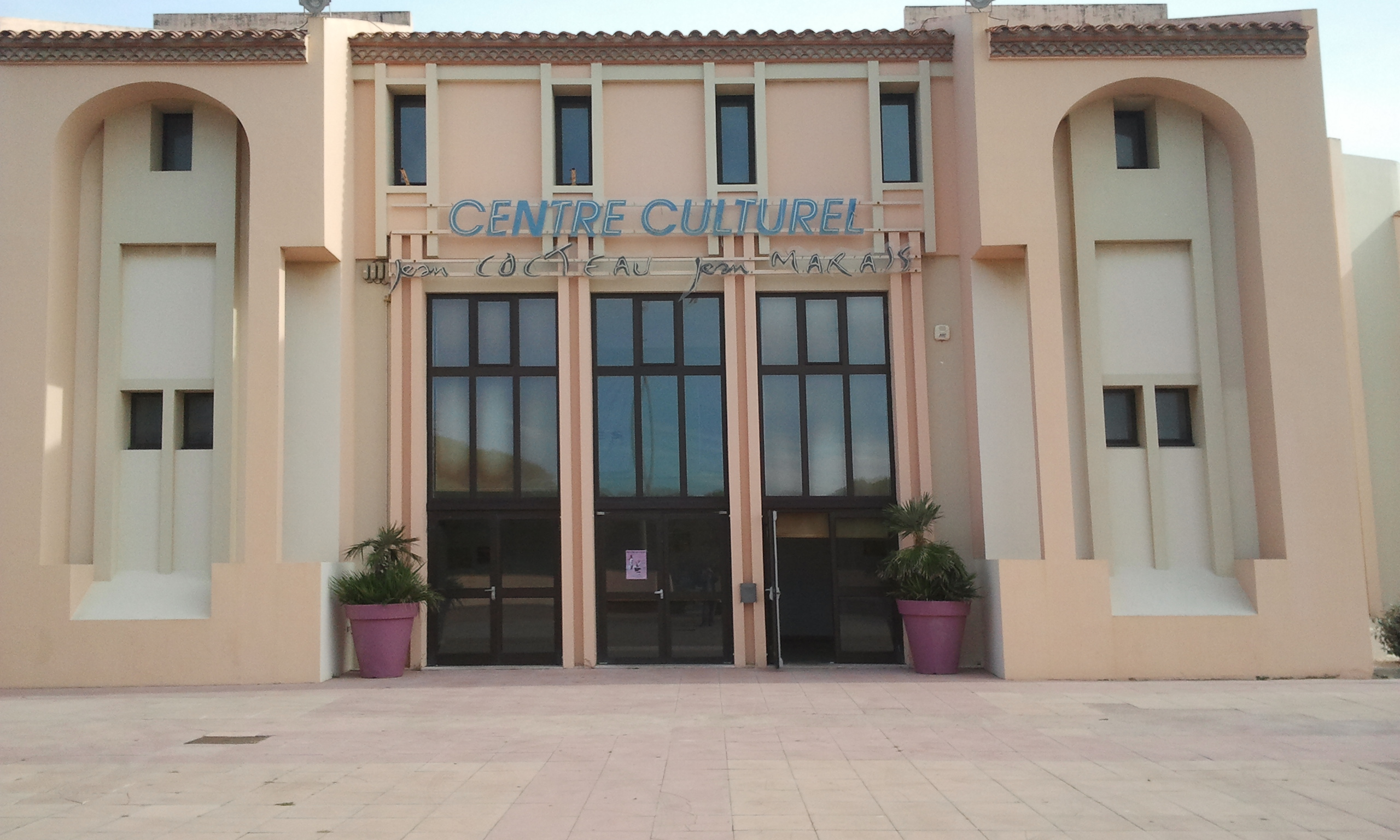
El Centre cultural del Barcarès

El poble del Barcarès disposa d'una escola maternal, anomenada Jean Moulin, i una d'estudis primaris del mateix nom. A partir de secundària, els joves del poble han d'anar a continuar els seus estudis als col·legis dels pobles dels voltants: Cabestany, Canet de Rosselló, Perpinyà, Pià, Ribesaltes o Sant Llorenç de la Salanca.
El Barcarès disposa d'una moderna Biblioteca municipal.